# Петар Хрисолог
Свети Петар Хрисолог (грч. Χρυσολόγος, од χρυσός - златан и λόγος - реч или мисао) је био епископ и митрополит града Равене и учитељ цркве. Био је један од најдаровитијих и најпознатијих проповедника свога времена.

## Биографија
Рођен је у Имола, Италија око 380. године. Образовао се под заштитом епископа Имоле Корнелија. Као ђакон у родном граду Forum Cornelii (данашња Имола), Петар је управљао црквеним добрима и бринуо за сиромахе. У пратњи свог епископа одлазио је у Рим и где је упознао Папу Целестина I, који је га је због његовог дара беседништва прозвао Златоречити (Хрицолог).
Након смрти равенског бискупа 430. године изабран је за епископа Равене. Равена је у то време била престоница Западног римског царства. Био је први епископ тога града који није долазио са Истока. Био је неустрашив борац у борби против паганских обичаја. Својим проповедима многе је одвратио од недоличних плесова и игара, кривоверне је потицао на обраћење, а некрштене на крштење. На царском двору молио је за сиромахе, обилазио сиромашне градске четврти помажући свима. Као епископ показао је мудрост и у управи, занимајући се и за материјалне потребе верника, изградивши аквадукт и покренувши мрежу каритативне делатности. Према предању, због громогласног проповедања некада би изгубио глас, тада би сви присутни лили покајничке сузе и жарко се молили, док му се не би повратио глас. Био је истински пријатељ сиромаха. Многима је делио обилату милостињу. Позивао је и друге хришћане да помогну онима који су страдали у вандалским пљачкама. Често се повлачио у манастир и тамо молио. Посећивао је радо и пустињаке. Био је равенски епископ око 20 година. Када је осетио слабост, повукао се из градске вреве у самоћу у тишини свог роднога града да се припреми на смрт у близини гроба свог заштитника, светог мученика и епископа Касијана.
Умро је 450. године.

## Дела
Оставио је мноштво писама и беседа. Једно од тих писама упутио је кривоверном Еутиху 449. године. Еутих му се обратио за мишљење о монофизитизму, нешто пре Халкидонског сабора. Петар му је искрено одговорио да се обрати папи јер, рекао је: "у интересу мира и вере, не можемо расправљати о питањима вере без сугласности римскога епископа". Пре Халкидонског сабора 451. године Петар се сагласио са мишљењем папе Лава I. а тај су став заузели и халкидонски оци годину дана након Петрове смрти. Беседама и писмима желео је верне одгајити у правој вери. Оне никад нису биле дуже од четврт сата, биле су поучне, разговетне и разумљиве. У архиву равенске метрополије чува се око 200 његових беседа, од чега 176 омилија, кратких и писаних у народном стилу, на темељу објашњења јеванђеља, веровања и прослављања крепости светих. Папа Климент XII прогласио га је црквеним учитељем 1729. године.